# Stenopyga ipassa
Stenopyga ipassa är en bönsyrseart som beskrevs av Roger Roy 1973. Stenopyga ipassa ingår i släktet Stenopyga och familjen Mantidae. Inga underarter finns listade i Catalogue of Life.